# Tiagua
Tiagua est un village de l'île de Lanzarote dans l'archipel des îles Canaries. Il fait partie de la commune de Teguise.

## Description
Tiagua est un village agricole du centre de l'île au carrefour des routes LZ-20 et LZ-30. 

## Monuments

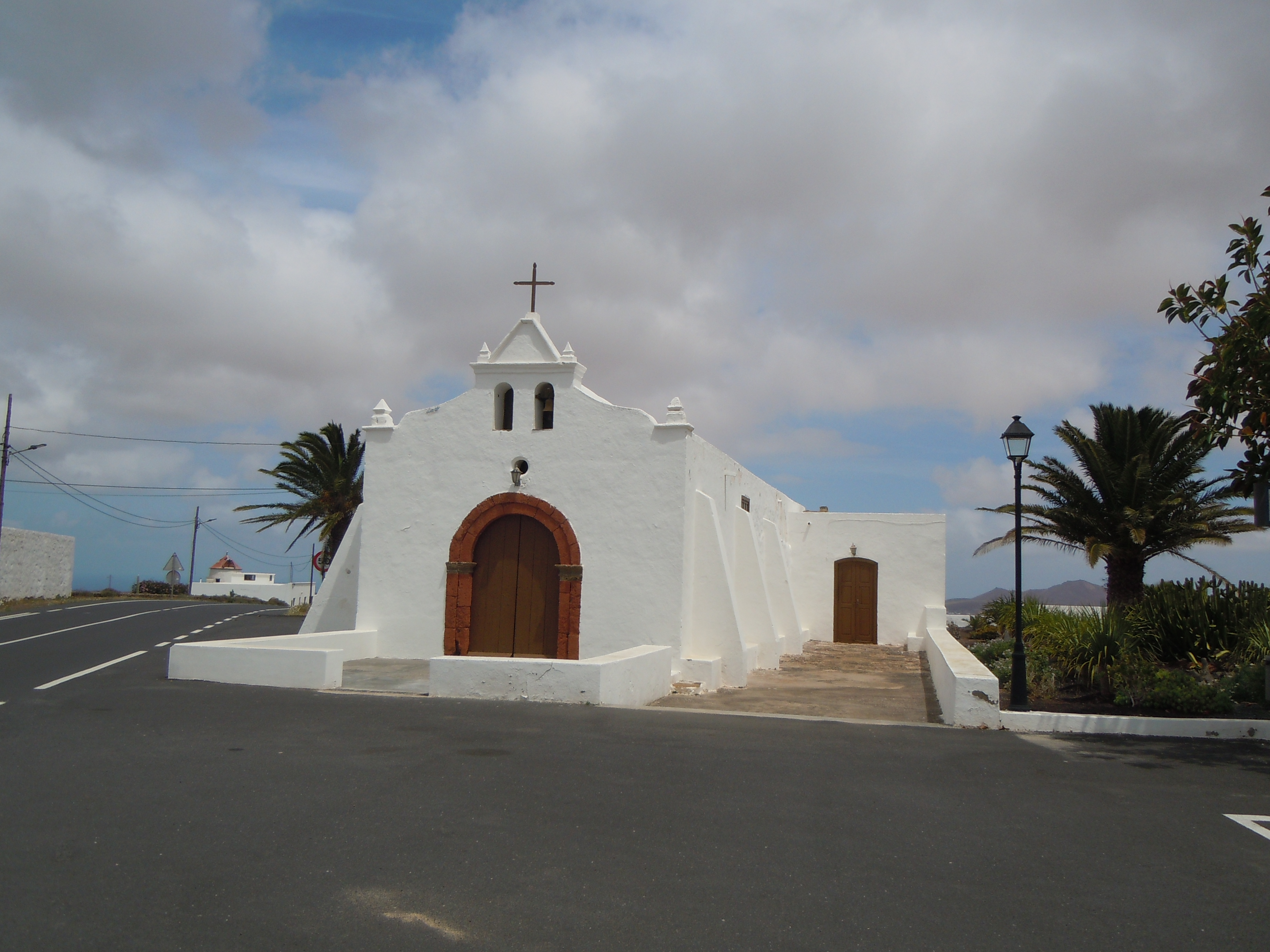
Chapelle de Nuestra Senora del Socorro

- Le musée de l'agriculture, Museo Agricola El Patio, occupant les bâtiments de la plus grande exploitation agricole de l'île au début du XXe siècle[1].
- La chapelle de Nuestra Senora del Socorro (Ermita de Nuestra Señora del Socorro), construite en 1612. La fête de Nuestra Señora del Socorro est célébré le 9 septembre.
- Le moulin de Tiagua